# Toni Kukoč
Toni Kukoč, född 18 september 1968 i Split i dåvarande Jugoslavien, är en kroatisk före detta basketspelare. Han blev NBA-mästare tre gånger med Chicago Bulls (1996–1998), och var under en period en av deras viktigaste spelare. Säsongen 1995/1996 var han lagets tredje bästa poänggörare, efter Michael Jordan och Scottie Pippen. Samma år tilldelades han NBA Sixth Man of the Year Award.

## Lag
- Jugoplastika Split (1985–1991)
- Benetton Treviso (1991–1993)
- Chicago Bulls (1993–2000)
- Philadelphia 76ers (2000–2001)
- Atlanta Hawks (2001–2002)
- Milwaukee Bucks (2002–2006)